# Női rúdugrás a 2015. évi nyári európai ifjúsági olimpiai fesztiválon
A 2015. évi nyári európai ifjúsági olimpiai fesztiválon az atlétikai versenyszámokat Tbilisziben rendezték. A női rúdugrás versenyének selejtezőjére július 29.-én került sor, a döntőt pedig augusztus 1.-én rendezték.

## Rekordok
A versenyt megelőzően a következő rekordok voltak érvényben:
| Ifjúsági világrekord | Angelica Bengtsson (Svédország) | 447 cm |
| EYOF rekord          | Roberta Bruni (Olaszország)     | 410 cm |

## Selejtező
Az összesített eredmények alapján a legjobb eredménnyel rendelkező 12 atléta jutott a döntőbe.
| H  | Csoport | Név                        | Nemzet           | 2.80 | 2.95 | 3.10 | 3.25 | 3.40 | 3.55 | 3.65 | E    | Mj   |
| -- | ------- | -------------------------- | ---------------- | ---- | ---- | ---- | ---- | ---- | ---- | ---- | ---- | ---- |
| 1  | A       | Margit Kalk                | Észtország       |      |      |      |      | o    | o    | o    | 3.65 | q    |
| 2  | A       | Julia Katarzyna Oberda     | Lengyelország    |      |      |      | xo   | o    | o    | o    | 3.65 | q    |
| 3  | B       | Amálie Švábíková           | Csehország       |      |      |      |      | xxo  |      | o    | 3.65 | q    |
| 4  | B       | Yelizaveta Bondarenko      | Oroszország      |      |      |      |      |      |      | xo   | 3.65 | q    |
| 5  | A       | Saga Andersson             | Finnország       |      |      |      |      | o    | o    |      | 3.55 | q    |
| 5  | A       | Mesure Tutku Yılmaz        | Törökország      |      |      |      |      |      | o    | xxx  | 3.55 | q    |
| 7  | A       | Nastja Modic               | Szlovénia        |      |      |      |      | xxo  | o    |      | 3.55 | q    |
| 8  | B       | Lisa Ulrika Gunnarsson     | Svédország       |      |      |      |      |      | xo   |      | 3.55 | q    |
| 8  | A       | Alicia Raso Sanjuan        | Spanyolország    |      |      |      |      |      | xo   |      | 3.55 | q    |
| 10 | B       | Rebecca De Martin          | Olaszország      |      |      |      | o    | xo   | xo   |      | 3.55 | q WD |
| 11 | B       | Alice Mondrot              | Franciaország    |      |      |      | xxo  | o    | xxx  |      | 3.40 | q    |
| 12 | B       | Delphine Claire Jacob      | Belgium          |      |      | xxo  | o    | xo   | xxx  |      | 3.40 | q    |
| 13 | B       | Myrto Kassotaki            | Görögország      |      |      |      | xxo  | xo   | xxx  |      | 3.40 | T    |
| 14 | A       | Hilda Steinunn Egilsdóttir | Izland           |      |      | xo   | xxx  |      |      |      | 3.10 |      |
| 14 | A       | Diana Zolotukhina          | Grúzia           | o    |      | xo   | xxx  |      |      |      | 3.10 |      |
| -  | B       | Anastasiya Niadzelskaya    | Fehéroroszország |      |      |      |      | xxx  |      |      |      | NM   |

## Döntő
| H     | Név                    | Nemzet        | 3.35 | 3.50 | 3.65 | 3.80 | 3.90 | 4.00 | 4.10 | 4.15 | 4.20 | 4.25 | E    | Mj    |
| ----- | ---------------------- | ------------- | ---- | ---- | ---- | ---- | ---- | ---- | ---- | ---- | ---- | ---- | ---- | ----- |
| Arany | Yelizaveta Bondarenko  | Oroszország   |      |      | o    | o    | o    | o    | xo   | o    | o    | xxx  | 4.20 | CR PB |
| Ezüst | Lisa Ulrika Gunnarsson | Svédország    |      |      | xxo  | o    | o    | xo   | o    | o    | x    | xx   | 4.15 |       |
| Bronz | Amálie Švábíková       | Csehország    |      | o    | o    | xo   | xxo  | xxx  |      |      |      |      | 3.90 |       |
| 4     | Saga Andersson         | Finnország    |      | xo   | xxo  | o    | xxx  |      |      |      |      |      | 3.80 |       |
| 5     | Alicia Raso Sanjuan    | Spanyolország |      | xo   | o    | xo   | xxx  |      |      |      |      |      | 3.80 |       |
| 6     | Mesure Tutku Yılmaz    | Törökország   |      | o    | xo   | xxo  | xxx  |      |      |      |      |      | 3.80 |       |
| 7     | Margit Kalk            | Észtország    |      | o    | o    | xxx  |      |      |      |      |      |      | 3.65 |       |
| 8     | Rok Dobersek           | Szlovénia     | o    | o    | xo   | xxx  |      |      |      |      |      |      | 3.65 |       |
| 9     | Myrto Kassotaki        | Görögország   | o    | o    | xxo  | xxx  |      |      |      |      |      |      | 3.65 | PB    |
| 9     | Julia Katarzyna Oberda | Lengyelország | o    | o    | xxo  | xxx  |      |      |      |      |      |      | 3.65 |       |
| 11    | Alice Mondrot          | Franciaország | o    | o    | xxx  |      |      |      |      |      |      |      | 3.50 |       |
| 12    | Delphine Claire Jacob  | Belgium       | o    | xxx  |      |      |      |      |      |      |      |      | 3.35 |       |
| -     | Rebecca De Martin      | Olaszország   |      |      |      |      |      |      |      |      |      |      |      | DNS   |